# Суперлига Србије у америчком фудбалу 2012.
Суперлига Србије у америчком фудбалу 2012. је осма сезона највишег ранга такмичења америчког фудбала у Србији.
Сезона је почела 24. марта 2012. године утакмицом између прошлогодишњег шампиона Вукова Београд и Клек најтса. Прваци Суперлиге Србије постали су Вукови Београд који су у финалу са 35:24 победили Крагујевац вајлд борсе.

## Систем такмичења
У лиги учествује 8 клубова који играју по једнокружном бод систему, сваки клуб одигра по 7 мечева. Прва четири клуба пласирају се у плеј-оф, док два последњепласирана клуба испадају у нижи ранг такмичења, Прву лигу Србије. У плеј офу се игра на један добијени меч, а предност домаћег терена се одређује на основу позиције на табели у регуларном делу сезоне.

## Клубови
| Клуб            | Место      |
| --------------- | ---------- |
| Блу драгонси    | Београд    |
| Вајлд борси     | Крагујевац |
| Вукови          | Београд    |
| Дјукси          | Нови Сад   |
| Ејнџел вориорси | Чачак      |
| Најтси          | Клек       |
| Ројал краунси   | Краљево    |
| Пантерси        | Панчево    |

## Резултати[1]
1.коло
| Датум         | Клуб                   | Клуб                  | Резултат |
| ------------- | ---------------------- | --------------------- | -------- |
| 24. март 2012 | Вукови Београд         | Најтси Клек           | 54:8     |
| 25. март 2012 | Вајлд борси Крагујевац | Ројал краунси Краљево | 32:9     |
| 25. март 2012 | Ејнџел вориорси Чачак  | Блу драгонси Београд  | 21:27    |
| 25. март 2012 | Пантерси Панчево       | Дјукси Нови Сад       | 23:8     |

2.коло
| Датум          | Клуб                  | Клуб                   | Резултат |
| -------------- | --------------------- | ---------------------- | -------- |
| 7. април 2012  | Вукови Београд        | Вајлд борси Крагујевац | 47:23    |
| 8. април 2012  | Дјукси Нови Сад       | Ејнџел вориорси Чачак  | 40:14    |
| 14. април 2012 | Најтси Клек           | Блу драгонси Београд   | 26:27    |
| 29. април 2012 | Ројал краунси Краљево | Пантерси Панчево       | 42:14    |

3.коло
| Датум          | Клуб                   | Клуб                  | Резултат |
| -------------- | ---------------------- | --------------------- | -------- |
| 21. април 2012 | Блу драгонси Београд   | Дјукси Нови Сад       | 7:13     |
| 22. април 2012 | Ејнџел вориорси Чачак  | Ројал краунси Краљево | 26:33    |
| 22. април 2012 | Пантерси Панчево       | Вукови Београд        | 22:45    |
| 29. април 2012 | Вајлд борси Крагујевац | Најтси Клек           | 41:0     |

4.коло
| Датум       | Клуб                   | Клуб                  | Резултат |
| ----------- | ---------------------- | --------------------- | -------- |
| 5. мај 2012 | Вукови Београд         | Ејнџел вориорси Чачак | 47:18    |
| 5. мај 2012 | Најтси Клек            | Дјукси Нови Сад       | 8:48     |
| 5. мај 2012 | Ројал краунси Краљево  | Блу драгонси Београд  | 20:7     |
| 5. мај 2012 | Вајлд борси Крагујевац | Пантерси Панчево      | 59:7     |

5.коло
| Датум        | Клуб                  | Клуб                   | Резултат   |
| ------------ | --------------------- | ---------------------- | ---------- |
| 19. мај 2012 | Пантерси Панчево      | Најтси Клек            | 35:0 (ср.) |
| 19. мај 2012 | Блу драгонси Београд  | Вукови Београд         | 17:35      |
| 20. мај 2012 | Дјукси Нови Сад       | Ројал краунси Краљево  | 17:22      |
| 20. мај 2012 | Ејнџел вориорси Чачак | Вајлд борси Крагујевац | 6:62       |

6.коло
| Датум       | Клуб                   | Клуб                  | Резултат   |
| ----------- | ---------------------- | --------------------- | ---------- |
| 2. јун 2012 | Вукови Београд         | Дјукси Нови Сад       | 48:21      |
| 2. јун 2012 | Пантерси Панчево       | Ејнџел вориорси Чачак | 42:35      |
| 2. јун 2012 | Најтси Клек            | Ројал краунси Краљево | 0:35 (ср.) |
| 2. јун 2012 | Вајлд борси Крагујевац | Блу драгонси Београд  | 62:6       |

7.коло
| Датум        | Клуб                  | Клуб                   | Резултат   |
| ------------ | --------------------- | ---------------------- | ---------- |
| 16. јун 2012 | Дјукси Нови Сад       | Вајлд борси Крагујевац | 7:65       |
| 16. јун 2012 | Ројал краунси Краљево | Вукови Београд         | 36:58      |
| 16. јун 2012 | Блу драгонси Београд  | Пантерси Панчево       | 36:20      |
| 16. јун 2012 | Ејнџел вориорси Чачак | Најтси Клек            | 35:0 (ср.) |

### Табела
|  | Пласирали се у плеј-оф |
|  | Испали у Прву лигу     |

| #  | Клуб                   | ИГ | Д | ИЗ | ПД  | ПП  | ПР   | %     |
| -- | ---------------------- | -- | - | -- | --- | --- | ---- | ----- |
| 1. | Вукови Београд         | 7  | 7 | 0  | 334 | 145 | +189 | 1.000 |
| 2. | Вајлд борси Крагујевац | 7  | 6 | 1  | 344 | 82  | +262 | 0.857 |
| 3. | Ројал краунси Краљево  | 7  | 5 | 2  | 197 | 154 | +43  | 0.714 |
| 4. | Блу драгонси Београд   | 7  | 3 | 4  | 127 | 197 | -70  | 0.429 |
| 5. | Пантерси Панчево       | 7  | 3 | 4  | 154 | 187 | -33  | 0.429 |
| 6. | Дјукси Нови Сад        | 7  | 2 | 5  | 143 | 213 | -70  | 0.286 |
| 7. | Ејнџел вориорси Чачак  | 7  | 1 | 6  | 155 | 251 | -96  | 0.167 |
| 8. | Најтси Клек            | 7  | 0 | 7  | 42  | 275 | -233 | 0.000 |

ИГ = одиграо, П = победио, ИЗ = изгубио, ПД = поена дао, ПП = поена примио, ПР = поен-разлика, % = проценат успешности

## Плеј-оф

### Полуфинале
| Датум        | Клуб                   | Клуб                  | Резултат |
| ------------ | ---------------------- | --------------------- | -------- |
| 23. јун 2013 | Вајлд борси Крагујевац | Ројал краунси Краљево | 56:0     |
| 24. јун 2013 | Вукови Београд         | Блу драгонси Београд  | 54:17    |

### Финале
| Датум       | Клуб           | Клуб                   | Резултат |
| ----------- | -------------- | ---------------------- | -------- |
| 8. јул 2012 | Вукови Београд | Вајлд борси Крагујевац | 35:24    |

| Првак Суперлиге Србије 2012. |
| ---------------------------- |
| Вукови Београд 5. титула     |